# Villa nitida
Villa nitida är en tvåvingeart som beskrevs av Cole 1923. Villa nitida ingår i släktet Villa och familjen svävflugor. Inga underarter finns listade i Catalogue of Life.